# Медицинска школа Пожаревац
Медицинска школа Пожаревац основана је у овом граду 1947. године као средња стручна школа за школовање неопходних кадрова у здравству, неколико пута је мењала простор, да би се 1961. усталила у бившој згради Пожаревачког женског друштва. У свом досадашњем раду, а према потребама друштвене заједнице, школа је образовала: медицинске техничаре, лаборанте, зубне техничаре, акушерске профиле, васпитаче педијатријске и фармацеутске техничаре и профиле за делатност личних услуга (фризери).

## Називи школе
У моменту оснивања 1947. године школа је добила назив Школа за лекарске помоћнике. Потом је у част еминентног војног лекара и једног од начелника ВМА, после његове смрти 1953. годила по њему, добила назив Медицинска школа Дулић др Војислав. Данашњи назив Медицинска школа Пожаревац ова средњошколска установа у Пожаревцу добила је 12. децембра 2002. године.

## Положај и размештај
Налази се у централном делу Пожаревца, у улици Лоле Рибара 6-8. Школа ради у две зграде које се налазе на парцелама од 18,24 и 11,80 ари. Управна зграда је спратна, а друга приземна у чијем саставу је и дограђени део нове школе такође је спратна. Школски простор чини: 6 учионица укупне површине 403 m², 17 кабинета, површине 947 m² и остали школски простор површине 516,00 m². Школа не поседује салу за физичко васпитање тако да се настава овог предмета одвија у оближњој спортској хали.
Просторно школа у потпуности испуњава услове из Правилника о ближим условима у погледу простора, опреме и наставних средстава за остваривање плана и програма заједничких предмета у стручним школама за образовне профиле III и IV степена стручне спреме у Р. Србији.

## Историја
Средња медицинска школа у Пожаревцу основана је Решењем Савета за народно здравље и социјалну политику НРС бр. 719 од 11. августа 1947. године, као школа за лекарске помоћнике - медицинске сестре, првобитно интернатског типа.
У првој години свог постојања, школске 1947/48. године, школа је започела рад са једним одељењем, у школском објекту, садашњој згради „ЗЗ Јединство”, у Немањиној улици 7, под именом Школа за лекарске помоћнике.
Највећи проблем од оснивања школе био је проблем школског простора. Свој васпитно-образовни рад од школске 1948/49. до школске 1961/62. године школа је обављала у новом школском објекту у ул. Јована Шербановића 6 (данас Економско-трговинска школа). Након састанка директора средњих медицинских школа 29. новембра 1952. године, по новим плановима дотадашње трогодишње стручне школе, па и Медицинска школа Пожаревац прерасла је у четворогодишњу средњу школу.
Одлуком надлежних органа општине Пожаревац 1962. године школа је пресељена у нови објекат у улици Лоле Рибара бр. 6, у бившу зграду Пожаревачког женског друштва (познатију као Петрикина школа, по угледном трговцу и великом задужбинара Петру Николајевићу Петрики у Краљевини Југославији), где се налази и данас. Једно време добијени објекат школа је делила са основном школом „Доситеј Обрадовић”, да би се у наредним годинама просторију по просторију ширила на суседне приземне зграде, које су од 1972. године прешле у власништво школе.
Шездесетих година половини 20. века у школи се оснивају нови образовни профили:
- 1. септембра 1961. - санитарни техничар, лабораторијски техничар
- 1. септембра 1962. - зубни техничар

Осамдесетих и деведесетих година 20. века поред наведених образовних профила, почиње се са отварањем и нових:
- 1. септембра 1980. - медицинска сестра - акушер
- 1. септембра 1993. - педијатријска сестра - техничар
- 1. септембра 1995. - фармацеутски техничар
- 1. септембра 1998. - женско - мушки фризер

Октобра 1998. године отпочели су радови на доградњи око 1019 m2 школског простора, чиме је решен недостатак учионичког простора и створени услови да се настава у потпуности одвија у савременим условима функционалног простора. Наведени послови су завршени и школа је добила употребну дозволу 17. новембра 2008. године.
Успешне кадрове у овој школи припрема високо стручни кадар: 29 професора за општеобразовне предмете и 10 наставника са завршеном Вишом медицинском школом, потпомогнути најбољим кадровима постојећих здравствених установа у Пожаревцу: 23 сарадника, лекара-специјалиста и дипломираних фармацеута.
Практични део наставе ученици обављају у Градској болници Пожаревац и другим здравственим установама у Пожаревцу

## Образовни профили

### Образовна подручја
Медицинска школа има два образовна подручја:
- здравство и социјална заштита,
- личне услуге.

### Образовни профили
Образовни профили здравство и социјална заштита
У оквиру образовног подручја здравство и социјална заштита образују се следећи образовни профили:
- медицинска сестра – техничар
- медицинска сестра – техничар ОГЛЕД
- медицинска сестра - васпитач
- фармацеутски техничар и
- зубни техничар.

Образовни профили личне услуге
У оквиру делатности личних услуга школа образује профил:
- женски фризер.